# Kanton Coulanges-la-Vineuse
Der Kanton Coulanges-la-Vineuse war bis 2015 ein französischer Wahlkreis im Arrondissement Auxerre im Département Yonne und in der Region Burgund; sein Hauptort war Coulanges-la-Vineuse, Vertreter im Generalrat des Départements war von 1992 bis 2011 Jean-Noël Loury (UMP). Ihm folgte Yves Vecten (parteilos) nach. 

## Gemeinden
Der Kanton bestand aus zwölf Gemeinden:
| Gemeinde                 | Einwohner Jahr | Fläche km² | Bevölkerungsdichte | Code INSEE | Postleitzahl |
| ------------------------ | -------------- | ---------- | ------------------ | ---------- | ------------ |
| Charentenay              | 309 (2013)     | 14,64      | 21 Einw./km²       | 89084      | 89580        |
| Coulangeron              | 209 (2013)     | 8,52       | 25 Einw./km²       | 89117      | 89580        |
| Coulanges-la-Vineuse     | 876 (2013)     | 10,59      | 83 Einw./km²       | 89118      | 89580        |
| Escamps                  | 897 (2013)     | 22,21      | 40 Einw./km²       | 89154      | 89240        |
| Escolives-Sainte-Camille | 722 (2013)     | 7,52       | 96 Einw./km²       | 89155      | 89290        |
| Gy-l’Évêque              | 455 (2013)     | 15,02      | 30 Einw./km²       | 89199      | 89580        |
| Irancy                   | 290 (2013)     | 11,98      | 24 Einw./km²       | 89202      | 89290        |
| Jussy                    | 411 (2013)     | 7,28       | 56 Einw./km²       | 89212      | 89290        |
| Migé                     | 441 (2013)     | 14,62      | 30 Einw./km²       | 89256      | 89580        |
| Val-de-Mercy             | 384 (2013)     | 13,46      | 29 Einw./km²       | 89426      | 89580        |
| Vincelles                | 950 (2013)     | 12,53      | 76 Einw./km²       | 89478      | 89290        |
| Vincelottes              | 298 (2013)     | 1,85       | 161 Einw./km²      | 89479      | 89290        |

## Bevölkerungsentwicklung
| 1962  | 1968  | 1975  | 1982  | 1990  | 1999  | 2006  |
| ----- | ----- | ----- | ----- | ----- | ----- | ----- |
| 4.801 | 4.781 | 4.660 | 4.905 | 5.336 | 5.789 | 6.147 |